# Amt Schleusingen
Das Amt Schleusingen war eine territoriale Verwaltungseinheit der Grafschaft Henneberg. Nach dem Aussterben der Grafen von Henneberg-Schleusingen 1583 kam das Amt unter gemeinsame Verwaltung der albertinischen und ernestinischen Wettiner. Nach der Aufteilung der Grafschaft Henneberg 1660 wurde das Amt der kursächsischen Sekundogenitur Sachsen-Zeitz zugeteilt und kam 1718 nach deren Aussterben an das 1806 in ein Königreich umgewandelte Kurfürstentum Sachsen.
Bis zur Abtretung an Preußen 1815 bildete es als sächsisches Amt den räumlichen Bezugspunkt für die Einforderung landesherrlicher Abgaben und Frondienste, für Polizei, Rechtsprechung und Heeresfolge.

## Geographische Ausdehnung
Das Gebiet des Amts Schleusingen gehört historisch zum Henneberger Land. Es lag an der Südabdachung des Thüringer Waldes. Bei Stützerbach im Norden grenzte das Amtsgebiet direkt an den Rennsteig. Die Lengwitz bildete die Grenze zum Amt Ilmenau.
Die Schleuse, welche der Stadt Schleusingen den Namen gibt, bildete im Oberlauf die östliche Amtsgrenze. Die Stadt selbst liegt an der Nahe, welche im gesamten Lauf im Amt lag. Weitere Zuflüsse der Nahe im Gebiet sind die Erle und die Vesser. Bei Kloster Veßra an der Schleuse war das Amt nur noch ein kleines Stück von der Werra entfernt.
Das ehemalige Amt Schleusingen liegt heute im Süden des Freistaats Thüringen und befindet sich größtenteils im Landkreis Hildburghausen, drei Orte im Nordosten liegen heute im Ilm-Kreis und zwei Orte im Nordwesten gehören zur kreisfreien Stadt Suhl.

## Angrenzende Verwaltungseinheiten
Das Gebiet des Amts Schleusingen grenzte
- im Nordwesten an die Ämter Kühndorf und Suhl (Grafschaft Henneberg, nach 1660 zum Fürstentum Sachsen-Zeitz, 1718 zu Kursachsen, 1815 zu Preußen),
- im Norden an das Amt Schwarzwald des Herzogtums Sachsen-Gotha,
- im Nordosten an die Exklave Amt Ilmenau des Herzogtums Sachsen-Weimar-Eisenach (ehemals zur Grafschaft Henneberg),
- im Osten an das Amt Eisfeld des Herzogtums Sachsen-Hildburghausen (ehemals zur Neuen Herrschaft Henneberg),
- im Süden an das Amt Hildburghausen des Herzogtums Sachsen-Hildburghausen (ehemals zur Neuen Herrschaft Henneberg) und
- im Westen an das Amt Themar der Herzogtümer Sachsen-Gotha-Altenburg/Sachsen-Coburg-Saalfeld (ehemals zur Grafschaft Henneberg).

## Geschichte

### Zugehörigkeit zur Grafschaft Henneberg
Erstmals urkundlich erwähnt wurde Schleusingen im Jahre 1232 als villa Slusungen. Graf Poppo VII. von Henneberg ließ als Amtssitz und Befestigung in der Zeit von 1226 bis 1232 die  Bertholdsburg erbauen. 1274 erfolgte  die Hauptteilung der Grafschaft Henneberg in drei Linien. Als mächtigste Linie gingen die Schleusinger mit Sitz auf Schloss Bertholdsburg aus dieser Teilung hervor.  Henneberg-Schleusingen bestand auch am längsten, bis 1583. Im Jahre 1310 wurde Berthold VII. von Henneberg-Schleusingen, der 1274 die Henneburg erhalten hatte, in den Fürstenstand erhoben. Fortan trug die Grafschaft den Titel gefürstete Grafschaft Henneberg. Nach dem Tod des Grafen Heinrich VIII. von Henneberg-Schleusingen erfolgte in der Schleusinger Linie im Jahr 1347 eine Erbteilung zwischen Heinrichs Bruder Graf Johann I. von Henneberg-Schleusingen († 1359) und Heinrichs Frau Jutta von Brandenburg. Das Amt Schleusingen als Stammgebiet der Linie Henneberg-Schleusingen blieb dabei bei Graf Johann I.
Geistliches Zentrum Hennebergs war das von den Hennebergern im Jahre 1131 gegründete Prämonstratenser-Kloster Veßra (jetzt Hennebergisches Museum Kloster Veßra), das fast allen Generationen als Grablege diente.
Graf Wilhelm IV. von Henneberg-Schleusingen schloss sich 1544 der Reformation an. Geldmangel führte zu einer Schuldverschreibung an das wettinische Sachsenhaus, da im katholischen Franken kein Partner gefunden werden konnte. Am 1. September 1554 wurde im Rathaus zu Kahla zwischen den ernestinischen Herzögen Johann Friedrich II., Johann Wilhelm I. und Johann Friedrich III. der Jüngere, sowie den Grafen Wilhelm, Georg Ernst und Poppo von Henneberg die ernestinisch-hennebergische Erbverbrüderung beschlossen.

### Zugehörigkeit zum Kurfürstentum Sachsen
Der Kahlaer Vertrag mit den Wettinern sah die Übernahme Hennebergs durch Sachsen bei kinderlosem Ableben der Henneberger Linie vor. Dieser Fall trat mit dem Tod des letzten Grafen von Henneberg, Georg Ernst von Henneberg-Schleusingen, im Jahr 1583 ein.
Nach dem Aussterben der gefürsteten Grafen von Henneberg kamen 7/12 der hennebergischen Besitzungen an die Ernestiner, die aber zunächst mit den übrigen 5/12 der Albertiner in gemeinsamer Verwaltung mit Sitz in Meiningen blieben. Die Herrschaft Schmalkalden geriet an die Landgrafschaft Hessen-Kassel. Da sich Ernestiner und Albertiner nicht über die Erbschaft einigen konnten, wurde die Grafschaft Henneberg 1660/61 aufgelöst.
Im Sächsischen Teilungsvertrag von 1660 fielen 5/12 der Grafschaft Henneberg an die Albertiner. Dies betraf die Ämter Schleusingen,  Suhl und Kühndorf, welche nun als Exklaven dem 1657 gegründeten albertinischen Sekundogenitur-Fürstentum Sachsen-Zeitz angegliedert wurden. Nach dem Erlöschen der Linie Sachsen-Zeitz im Jahr 1718 fielen die Ämter Schleusingen, Suhl und Kühndorf an das Kurfürstentum Sachsen.
Die Grafschaft Henneberg gehörte bis 1806 dem Fränkischen Reichskreis an. Sie besaß eine Brückenfunktion zwischen Franken und dem thüringisch/sächsischen Raum.

### Zugehörigkeit zu Preußen
In Folge der Niederlage des Königreichs Sachsen wurden auf dem Wiener Kongress im Jahr 1815 Gebietsabtretungen an das Königreich Preußen beschlossen, was u. a. den kursächsischen Anteil der ehemaligen Grafschaft Henneberg mit seinen drei Ämtern betraf.
Ab 1815 gehörte Schleusingen zu Preußen und wurde 1816 zur Kreisstadt des Kreises Henneberg erhoben. Das später in Kreis Schleusingen umbenannte Gebiet war nun eine preußische Exklave, welche zum Regierungsbezirk Erfurt der Provinz Sachsen gehörte. Es vereinte bis zu seiner Auflösung im Jahr 1945 die Orte der ehemaligen kursächsischen Ämter Schleusingen, Suhl und Kühndorf und die ehemalige Exklave Schwarza (Thüringer Wald) der Grafschaft Stolberg. Mit Wirkung vom 1. Juli 1929 wurde Suhl Kreisstadt und das Landratsamt von Schleusingen nach Suhl verlegt.

### Nachfolger des Kreises Schleusingen nach 1945
Der Landkreis Schleusingen wurde 1945 in das Land Thüringen eingegliedert und 1946 in Landkreis Suhl umbenannt, da sein Landratsamt bereits im Jahre 1929 von Schleusingen nach Suhl verlegt worden war. Die Stadt Schleusingen gehörte 1950 bis 1952 für zwei Jahre zum Landkreis Hildburghausen, kehrte danach aber wieder in den neugebildeten Kreis Suhl zurück. Das Amtsgericht Schleusingen wurde 1951 aufgelöst.
Mit Ausnahme der Orte Vesser, Schmiedefeld am Rennsteig und Stützerbach (alle zum Kreis Ilmenau) ging der Landkreis Schleusingen durch die Kreisreformen in der DDR von 1952 komplett im Kreis Suhl auf. Dazu kamen noch Gehlberg aus dem Landkreis Arnstadt, Oberhof aus dem Landkreis Gotha und die ehemals bis 1936 kreisfreie Stadt Zella-Mehlis (Landkreis Meiningen).
Mit der Kreisreform 1994 in Thüringen kam der südöstliche Teil des Landkreises (Großteil des ehemaligen Amts Schleusingen mit der Stadt Schleusingen) zum Landkreis Hildburghausen, der nordwestliche Teil (Großteil des Amts Kühndorf) kam zum Landkreis Schmalkalden-Meiningen und die Gemeinde Gehlberg zum Ilm-Kreis. Orte, die direkt an die Stadt Suhl grenzten, wurden dorthin eingemeindet. Suhl blieb eine kreisfreie Stadt.

## Bestandteile
Städte
- Schleusingen

Amtsdörfer
| - Ahlstädt - Altendambach - Bischofrod - Breitenbach - Eichenberg - Erlau - Fischbach - Frauenwald - Geisenhöhn | - Gerhardtsgereuth - Gethles - Gottfriedsberg - Heckengereuth - Hinternah - Hirschbach - Keulrod - Langenbach - Neuendambach | - Neuhof - Oberrod - Raasen - Rappelsdorf - Ratscher - Schleusingerneundorf - Schmiedefeld - Schönau - Silbach | - Steinbach - St. Kilian - Suhler Neundorf - Stützerbach (hennebergischer bzw. kursächsischer Anteil westlich der Lengwitz) - Vesser - Waldau - Wiedersbach |

Klöster
- Kloster Veßra, Hauskloster der Grafen von Henneberg

Höfe und Vorwerke
- Veßra, Kammergut
- Allzunah, eine eingegangene Glashütte, später Viehhof
- Engelau (bei Waldau)
- Hudelburg bei Schleusingen (2 einzelne Wirtshäuser)
- Keulroda
- Rindermannshof, oder Sachsen-Grund
- Traisbach (villa Treizenbach), gehört zum Kammergut Veßra

Wüstungen
- Atlas (bei Kloster Veßra)
- Zollbrück (bei Kloster Veßra)

## Oberamtmänner, Amtshauptmänner, Oberaufseher
- 1649: Ludwig Ernst Marschall
- 1661–1671: Carl Christian Förster
- 1671–1693: Otto Zastro